# Atheta pseudoklagesi

Atheta pseudoklagesi  (лат.) — вид коротконадкрылых жуков из подсемейства Aleocharinae. Канада.

## Распространение
Встречается в провинции Нью-Брансуик (Канада).

## Описание
Мелкие коротконадкрылые жуки, длина тела 2,6 — 2,8 мм. Основная окраска коричневая и чёрная (надкрылья желтовато-коричневые). Большинство взрослых особей этого вида были найдены в зрелом смешанном лесу, старовозрастных еловых и пихтовых лесах, и во влажном ольховом болоте. Жуки были собраны из трутовых грибов. Взрослые были собраны в период с мая по сентябрь.
Вид был впервые описан в 2016 году канадскими энтомологами Яном Климашевским (Jan Klimaszewski; Laurentian Forestry Centre, Онтарио, Канада) и Реджинальдом Вебстером (Reginald P. Webster). Видовое название дано по имени сходного вида жуков (Atheta klagesi, сиблингом которого является) в сочетании с приставкой псевдо-.